# Гура Ваиј (Васлуј)
Гура Ваиј (рум. Gura Văii) насеље је у Румунији у округу Васлуј у општини Станилешти. Oпштина се налази на надморској висини од 28 m.

## Становништво
Према подацима из 2002. године у насељу је живело 507 становника, од којих су сви румунске националности.